# Rue Burdeau
Pour les articles homonymes, voir Burdeau (homonymie).
La rue Burdeau est une voie du quartier des pentes de la Croix-Rousse dans le 1er arrondissement de Lyon, en France. Dominant l'église Saint Polycarpe, entre Saône et Rhône, elle relie la montée Saint-Sébastien et le Jardin des plantes et croise la montée de la Grande-Côte. La rue appartient à la zone classée au patrimoine mondial par l'UNESCO. Le tunnel de l'ancien funiculaire de la rue Terme passe sous la rue.

## Histoire

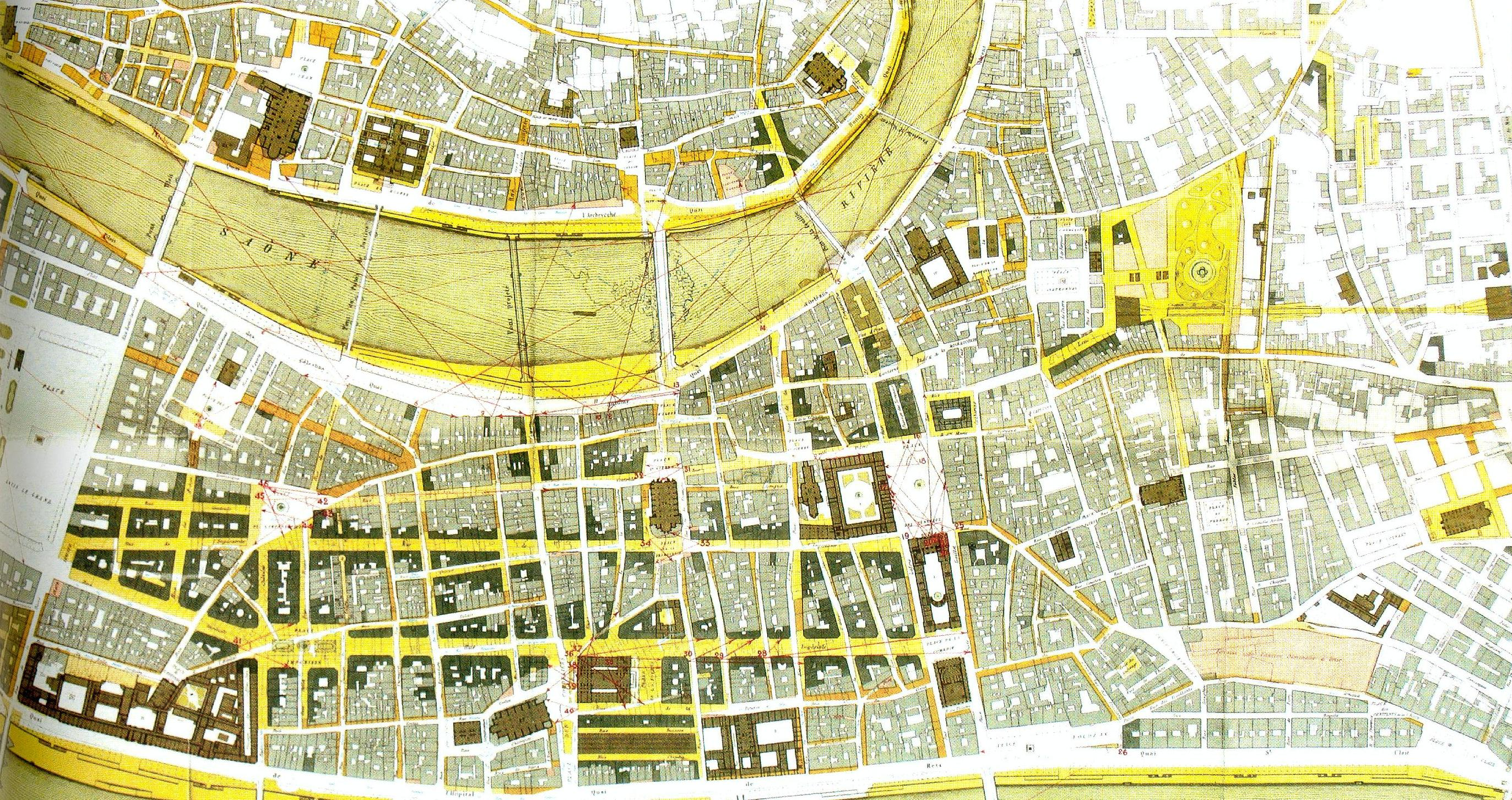
Prolongement de la rue du commerce avec l'incorporation notamment de la cour du soleil en 1854

Le site a été utilisé comme jardins ou vignobles à partir du XIIIe siècle, appartenant à la famille Chivrier. En 1566, un riche Italien du nom de Laurent Capponi acheta le terrain et y établit une maison qui fut achetée en 1616 par les Oratoriens. La rue fut tracée à la fin du XVIIIe siècle, percée en 1810, prolongée en 1926 et d'abord nommée rue du Commerce, le 18 juin 1829, parce qu'elle régulièrement traversée par les canuts. La rue finissait alors au niveau de la montée de la Grande Côte. En 1858, elle fut prolongée jusqu'au jardin des Plantes, créé à peu près à la même époque, tandis que la partie sud des ruines de l'amphithéâtre furent détruites. La Cour du Soleil, nommée suivant les Grolier qui étaient appelés les « Seigneurs du Soleil » et propriétaires du lieu entre 1630 et 1688, fut incorporée à la rue le 17 février 1855 et agrandie en 1860. Le nom actuel de celle-ci fut assigné par le conseil municipal le 8 janvier 1895 en honneur du politicien et professeur de philosophie Auguste Burdeau qui naquit dans la rue en 1851. En 1848, le Club de l'Émancipation s'installa au numéro 12.
En 2006, l'immeuble du numéro 17 fut démoli pour des raisons de sécurité. Ce terrain d'une superficie 285 m² avait été acquis par la ville de Lyon en avril 2004 pour la somme de 315 000 euros sur lequel il y avait un bâtiment de deux étages et des garages. La surface correspondante a été transformée en parc urbain, le jardin Burdeau ayant été inauguré le 10 juin 2013 par Nathalie Perrin Gilbert alors maire du premier arrondissement de Lyon. Les sondages archéologiques effectués en novembre 2007 n'ont pas donné de résultats amenant à poursuivre les fouilles. Le lieu est supposé [Par qui ?] correspondre à l'emplacement du Sanctuaire fédéral des Trois Gaules.

## Description

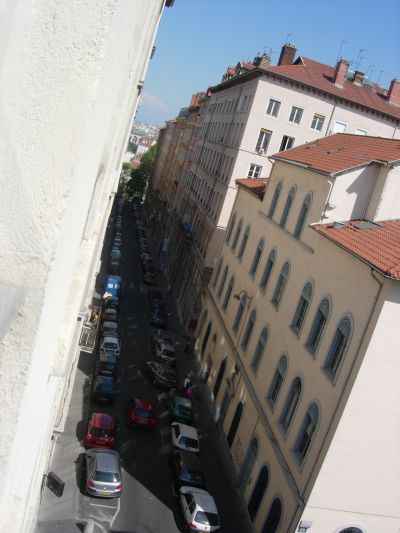
La rue Burdeau côté est.

La rue héberge un nombre croissant de galeries artistiques (photos, peinture, illustrations, sculptures ; 10 en novembre 2007) soutenues par une politique municipale d'aide à l'installation, un théâtre (Espace 44), une boîte de jazz (le Bec de Jazz, tenu par le jazzman Tchangodei). De par cette richesse culturelle, la rue Burdeau peut être considérée comme l'un des pôles artistiques et culturels lyonnais dans laquelle ont lieu de nombreuses expositions privées. Il y a aussi une association artistique regroupant plusieurs ateliers, principalement hébergés dans la rue.
La rue est bordée par des bâtiments de canuts de sept étages datant des années 1900. Au numéro 3, il y a des petites têtes sur les balcons, au numéro 11 une cour avec une maison faite de pierres dorées, et au numéro 40 une cour avec une statue de serpent.
Une statue de Burdeau, créée par l'architecte Gaston Trelat, est érigée en bas du Jardin des Plantes, juste à côté de la rue et en dessous de l'amphithéâtre romain. Le monument a été inauguré le 28 juin 1903.

## Traboules
Il y a plusieurs traboules dans la rue :
- numéros 4, 6, 10 : traboules de formes courbes aujourd'hui fermées ; au numéro 4, une façade de la fin du XIXe siècle et une maison bourgeoise traditionnelle ; au numéro 10, une cour restaurée
- numéro 30 bis : traboule à trois entrées fréquemment utilisée lors de Résistance française ; bâtiment datant probablement de l'époque Louis XVI ; cour pavée avec des têtes de chats, une vieille fontaine murale et trois ponts entre les bâtiments
- numéro 36 : traboule fermée également utilisée lors de la Résistance française, commençant par un bâtiment de style 1840, suivie d'une cour mitoyenne ornée d'une fontaine inutilisée surmontée d'un petit dauphin sculpté.